# 兹拉特科·采伦特
兹拉特科·采伦特（1952年7月20日—），克罗地亚男子赛艇运动员。他曾代表南斯拉夫参加1976年、1980年、1984年和1988年夏季奥林匹克运动会赛艇比赛，其中1980年奥运会获得一枚铜牌。